# Левая партия (Франция)
Левая партия (фр. Parti de gauche) — политическая партия Франции.

## Деятельность партии
Основанная 1 февраля 2009 года. Работу по созданию партии начали ещё в ноябре 2008 года парламентарии Марк Доле и Жан-Люк Меланшон, вышедшие из Соцпартии Франции в результате противоречий с участником от этой партии в Президентских выборах-2007 Сеголен Руаяль. Идею создания новой партии поддержали участники «Движения за республиканскую и социальную альтернативу» (фр. Mouvement pour une Alternative Républicaine et Sociale), которые вышли из партии ранее. Через некоторое время была получена поддержка со стороны части партии Зелёных, которую возглавляла Мартин Бийяр.
Пытаются подражать немецкой партии Линке. Сотрудничают с компартией Франции. Входят в организацию Евролевых, а также в состав Левого фронта Франции.
Придерживаются идеологии демосоциализма (однако Меланшон намерен поменять конституцию на левую), левого республиканизма и экологизма, антикапитализма, основные идеи выражены на логотипе самой партии. Ссылаются на идеи Жана Жореса.
Имеют 3 депутатов в Нацсобрании, 17 депутатов в региональных советах и 1 депутата в Европарламенте (Меланшон).
Членом партии является кинорежиссёр армянского происхождения Робер Гедигян.

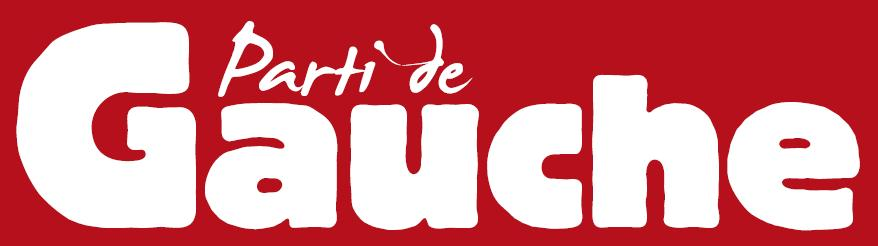
Предыдущий логотип партии

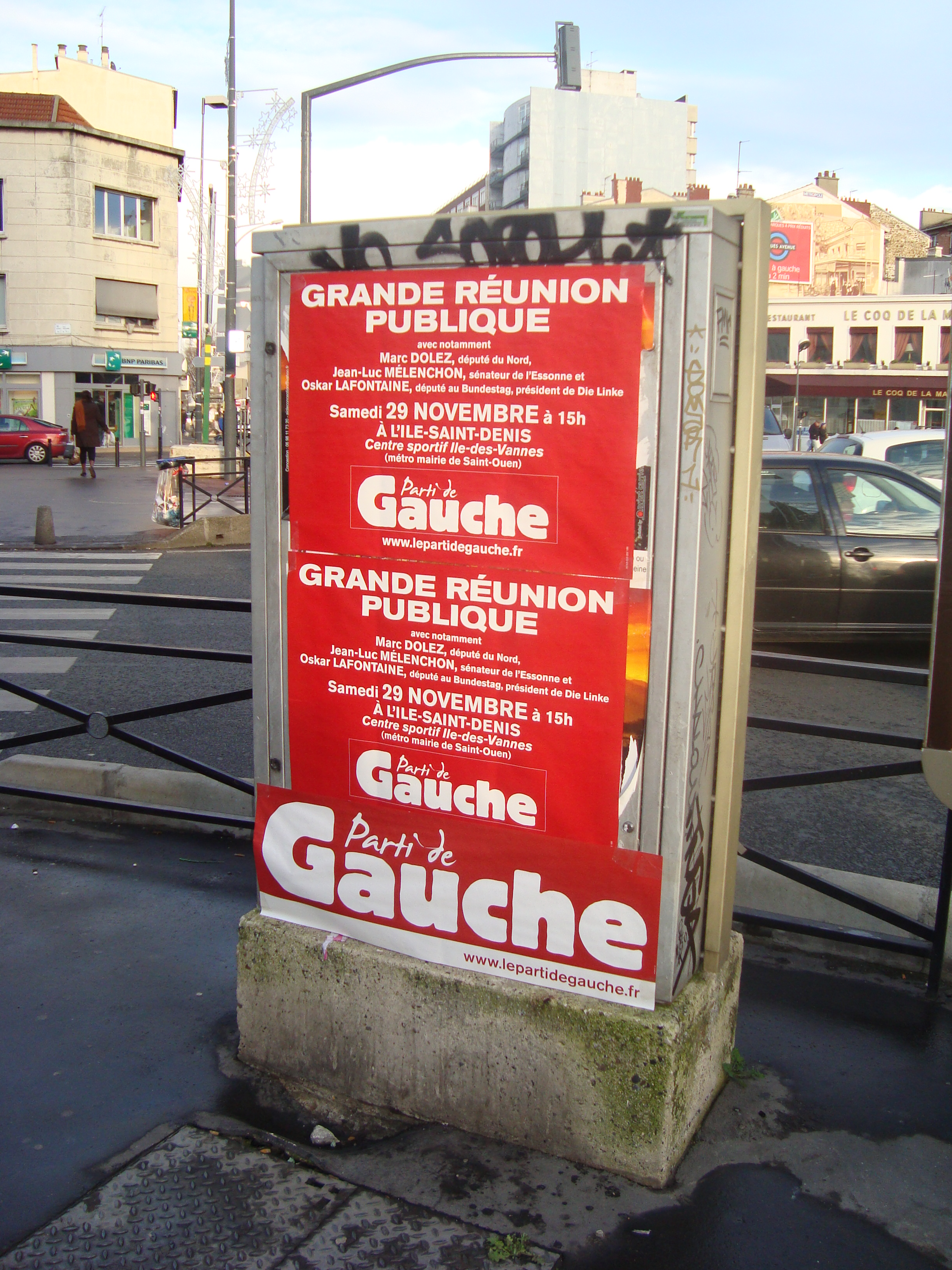
Баннер посвящённый «Левой партии»

### Участие в выборах
В 2009 году участвовала в выборах в Европарламент в составе коалиции Левый фронт. Коалиция смогла получить 1 115 021 голосов, а Левая партия провела одного депутата.
На Президентских выборах 2012 года кандидатом был выдвинут сопредседатель партии — Жан-Люк Меланшон. На Съезде коммунистических партий Франции, который проходил 16-18 июня 2011 года, кандидатура Меланшона получила 59,12 % голосов членов съезда. По итогам первого тура он получил 11,1 % голосов и занял четвёртое место.
На Парламентских выборах 2012 года в составе коалиции «Левый фронт» смогла провести 1 депутата — представителя партии.
На выборах в Европарламент 2014 года коалиция Левый фронт, куда входит Левая партия, набрала 6,34 %, получив 3 мандата из 74 отведённых Франции.